# 何孔德
何孔德（1925年—2003年），男，四川西充人，中国油画家，曾任中国美术家协会理事，中国人民革命军事博物馆创作室副主任。